# Jean Tinguely
Jean Tinguely (22. května 1925 Fribourg – 30. srpna 1991 Bern) byl švýcarský sochař, malíř a kreslíř, představitel kinetického umění. Patřil ke skupině tzv. Nových realistů, kteří vycházeli z dadaismu.
Proslul mj. tzv. sebezničujícími sochami, které například explodovaly před zraky diváků. Ke známým dílům patří též Hlava kyklopa, 22 metrů vysoká skulptura v lesíku poblíž Paříže, nebo Stravinského fontána blízko Centre Pompidou v Paříži. Fontány byly vůbec jeho typickými díly, další vytvořil v Basileji, v Duisburgu či ve Fribourgu. Některá díla vytvořil se svou druhou ženou, sochařkou Niki de Saint Phalle.
30. září 1996 bylo v Basileji otevřeno Tinguelyho Muzeum. Budovu navrhl architekt Mario Botta. Pětapadesát Tinguelyho soch muzeu věnovala Niki de Saint Phalle.